# Faggiano
Faggiano est une commune italienne d'environ 3 460 habitants située dans la province de Tarente, dans la région des Pouilles, dans le Sud de l'Italie.

## Administration
| Période                                  | Période | Identité | Étiquette | Qualité |
| ---------------------------------------- | ------- | -------- | --------- | ------- |
|                                          |         |          |           |         |
| Les données manquantes sont à compléter. |         |          |           |         |

### Hameaux
San Crispieri.

### Communes limitrophes
Pulsano, Roccaforzata, San Giorgio Ionico, Tarente.